# Graptomyza arisana
Graptomyza arisana är en tvåvingeart som beskrevs av Tokuichi Shiraki 1930. Graptomyza arisana ingår i släktet Graptomyza och familjen blomflugor.
Artens utbredningsområde är Taiwan. Inga underarter finns listade i Catalogue of Life.